# Walter López (Fußballspieler, 1977)
Walter Nahún López Cárdenas (* 1. September 1977 in La Labor; † 9. August 2015 in La Mesilla, Guatemala) war ein honduranischer Fußballspieler.

## Karriere

### Verein
López begann seine Karriere beim Platense FC. Zur Saison 1999/2000 wechselte er zum österreichischen Regionalligisten BSV Bad Bleiberg. Mit den Kärntnern stieg er zu Saisonende in die zweite Liga auf. Sein Debüt in der zweithöchsten Spielklasse gab er im Juli 2000, als er am ersten Spieltag der Saison 2000/01 gegen den DSV Leoben in der Startelf stand. Sein erstes und einziges Tor in der zweiten Liga machte er im Mai 2001 bei einem 2:1-Sieg gegen den SC Austria Lustenau. Bis Saisonende kam er zu 28 Zweitligaeinsätzen für Bad Bleiberg.
Zur Saison 2001/02 wechselte López zum Bundesligisten SV Austria Salzburg. In Salzburg konnte er sich allerdings nicht durchsetzen und kam nur zu sechs Einsätzen in der Bundesliga. In der Winterpause kehrte er daraufhin wieder nach Honduras zurück, wo er sich dem CD Marathón anschloss. Mit Marathón wurde er in der Saison 2002/03 Meister der Clausura. Zur Saison 2004/05 wechselte er zum Ligakonkurrenten CD Olimpia. Mit Olimpia gewann er 2004/05 die Clausura und 2005/06 sowohl Apertura als auch Clausura. Zur Saison 2007/08 schloss er sich dem CD Motagua, an 2008/09 kehrte er zu Platense zurück. Zur Saison 2009/10 wechselte er zu Deportes Savio.
Im Januar 2010 wechselte López nach Guatemala zu Peñarol La Mesilla. Zwischen 2011 und 2013 spielte er bei Cobán Imperial. Zur Saison 2013/14 kehrte er zu Peñarol zurück, das sich inzwischen in Halcones FC umbenannt hatte.

### Nationalmannschaft
López debütierte im Mai 2000 in einem Testspiel gegen Kanada für die honduranische Nationalmannschaft. Im September 2000 nahm er mit der Olympiaauswahl an den Olympischen Sommerspielen in Sydney teil. López kam während des Fußballturniers zu einem Einsatz für die Honduraner, die jedoch als Dritter der Gruppe A bereits in der Vorrunde ausschieden.
Mit der A-Nationalmannschaft nahm er 2005 an der Zentralamerikameisterschaft teil und wurde Zweiter. Zwischen Mai 2000 und Juni 2005 kam er zu 13 Länderspieleinsätzen und erzielte dabei ein Tor.

## Erfolge
CD Marathón
- Honduranischer Meister: 2002/03 (Clausura)

CD Olimpia
- Honduranischer Meister: 2004/05 (Clausura), 2005/06 (Apertura & Clausura)

## Tod
López wurde am 9. August 2015 beim Besuch eines Fußballspiels in La Mesilla in Guatemala im Alter von 37 Jahren erschossen.